# Волнат (Канзас)
Волнат (енгл. Walnut) град је у америчкој савезној држави Канзас.

## Демографија
По попису из 2010. године број становника је 220, што је 1 (-0,5%) становника мање него 2000. године.
| Група             | 2000.       | 2010.       |
| Белци             | 216 (97,7%) | 206 (93,6%) |
| Афроамериканци    | 0 (0,0%)    | 0 (0,0%)    |
| Азијати           | 2 (0,9%)    | 0 (0,0%)    |
| Хиспаноамериканци | 1 (0,5%)    | 8 (3,6%)    |
| Укупно            | 221         | 220         |